# Pedicellarum paiei
Pedicellarum paiei là một loài thực vật có hoa thuộc chi đơn loài Pedicellarum trong họ Ráy (Araceae). Loài này được M.Hotta mô tả khoa học đầu tiên năm 1976.